# Лахманн, Людвиг
Людвиг Мауритц Лахманн (нем. Ludwig Maurits Lachmann; 1906—1990) — немецкий экономист.

## Биография
Лахманн поступил в Берлинский университет в 1924 году. Учился, в частности, у Вернера Зомбарта, который познакомил Лахмана с работами Макса Вебера. В дальнейшем Вебер оказал сильное влияние на творчество Лахмана.
В 1926 году он прошел семестр в Цюрихском университете и примерно в то же время познакомился с работами Людвига фон Мизеса и Фридриха фон Хайека. Получив высшее образование в 1930 году, Лахман несколько лет преподавал в университете.
После прихода к власти нацистов в 1933 году он со своей девушкой Марго переехал в Лондон, где поступил учиться в Лондонскую школу экономики. Там он стал студентом, а затем коллегой Фридриха фон Хайека. Одним из сокурсников Лахмана был Джордж Шекл, чьи идеи повлияли на более поздние работы Лахмана.
Лахман преподавал в университете Йоханнесбурга (ЮАР) и в Нью-Йоркском университете.

## Основные произведения
- «Капитал и его структура» (Capital and Its Structure, 1956);
- «Методологический индивидуализм и рыночная экономика» (Methodological Individualism and the Market Economy, 1969);
- «Наследие Макса Вебера» (The Legacy of Max Weber, 1971);
- «Рыночный процесс и ожидания» (Marktprozeß und Erwartungen, 1984).